# Athalia
|  | No s'ha de confondre amb Atalia, Atèlia, o Athelia. |

Athalia és una vila dels Estats Units a l'estat d'Ohio. Segons el cens del 2000 tenia 328 habitants.

## Demografia
Segons el cens del 2000, Athalia tenia 328 habitants, 139 habitatges, i 94 famílies. La densitat de població era de 183,5 habitants per km².
Dels 139 habitatges en un 30,2% hi vivien nens de menys de 18 anys, en un 50,4% hi vivien parelles casades, en un 15,8% dones solteres, i en un 31,7% no eren unitats familiars. En el 25,9% dels habitatges hi vivien persones soles el 13,7% de les quals corresponia a persones de 65 anys o més que vivien soles. El nombre mitjà de persones vivint en cada habitatge era de 2,36 i el nombre mitjà de persones que vivien en cada família era de 2,81.
Per edats la població es repartia de la següent manera: un 21,3% tenia menys de 18 anys, un 11,6% entre 18 i 24, un 30,8% entre 25 i 44, un 23,5% de 45 a 60 i un 12,8% 65 anys o més.
L'edat mediana era de 36 anys. Per cada 100 dones de 18 o més anys hi havia 95,5 homes.
La renda mediana per habitatge era de 25.000 $ i la renda mediana per família de 30.000 $. Els homes tenien una renda mediana de 29.167 $ mentre que les dones 18.542 $. La renda per capita de la població era de 12.770 $. Aproximadament el 7,6% de les famílies i el 12,9% de la població estaven per davall del llindar de pobresa.

## Poblacions properes
El següent diagrama mostra les poblacions més properes.